# Râul Bratcov
Râul Bratcov este un curs de apă, afluent al râului Vedea. 